# Martin Franz
Martin Franz (* 8. Juli 1928 in Hamburg; † 7. Dezember 2016 in Greifswald) war ein deutscher Maler und Kunstpädagoge.

## Leben und Werk
Franz geriet gegen Ende des Zweiten Weltkriegs 1945 in Kriegsgefangenschaft. Er arbeitete 1948 im Bergbau und wurde 1949 Neulehrer. Von 1950 bis 1954 studierte er bei Herbert Schmidt-Walter und Herbert Wegehaupt Kunst- und Werkerziehung an der Universität Greifswald. 1954 war er Assistent Wegehaupts am Caspar-David-Friedrich-Institut der Universität, dann Lektor und Dozent und von 1992 bis 1995 Professor für Theorie und Praxis der Bildenden Kunst. Eine seiner Schülerinnen war Christel Bachmann. 
Studienreisen unternahm Franz u. a. 1962 nach Ungarn und ab 1974 mehrmals nach Polen. 1974 wurde er mit der Pestalozzi-Medaille geehrt. Er war bis 1990 Mitglied des Verbands Bildender Künstler der DDR und hatte in der DDR und in Algerien, Finnland, Lettland, Polen und Schweden Einzelausstellungen und Ausstellungsbeteiligungen.
Zu seinen Werken zählt unter anderem ein Porträt von Hans-Jürgen Zobel, Rektor der Universität Greifswald von 1990 bis 1994, in der Greifswalder Professorengalerie.

## Ausstellungen (unvollständig)

### Einzelausstellungen
- 1968: Greifswald, Museum der Stadt Greifswald
- 1975: Lubmin
- 1976: Göhren

- 1978: Rostock, Kunsthalle

- 1984: Greifswald, Greifengalerie

### Ausstellungsbeteiligungen
- 1959: Berlin „Junge Künstler der DDR“

- 1962, 1972, 1974, 1979 und 1984: Rostock, Bezirkskunstausstellungen
- 1966: Greifswald, Universität (Ausstellung anlässlich des 20-jährigen Bestehens des Instituts für Kunsterziehung)

- 1977: Greifswald, „Kinderbildnisse der Gegenwart“

- 1978: Rostock, Kunsthalle, „Alltag und Poesie“